# Eleições legislativas portuguesas de 2025 nos Açores
| Eleições legislativas portuguesas de 2025 Distritos: Aveiro \| Beja \| Braga \| Bragança \| Castelo Branco \| Coimbra \| Évora \| Faro \| Guarda \| Leiria \| Lisboa \| Portalegre \| Porto \| Santarém \| Setúbal \| Viana do Castelo \| Vila Real \| Viseu \| Açores \| Madeira \| Estrangeiro |

## Resultados por concelho
Os resultados nos concelhos da Região Autónoma dos Açores foram os seguintes:

### Angra do Heroísmo
| Partido                 | Partido                                  | Votos  | %               | +/-  |
| ----------------------- | ---------------------------------------- | ------ | --------------- | ---- |
|                         | Aliança Democrática (PPD/PSD-CDS-PP-PPM) | 6 319  | 39,11 / 100,00  | 2,47 |
|                         | Partido Socialista                       | 4 448  | 27,53 / 100,00  | 5,25 |
|                         | Chega                                    | 2 770  | 17,14 / 100,00  | 5,63 |
|                         | Iniciativa Liberal                       | 558    | 3,45 / 100,00   | 0,55 |
|                         | Livre                                    | 423    | 2,62 / 100,00   | 1,06 |
|                         | Bloco de Esquerda                        | 310    | 1,92 / 100,00   | 1,27 |
|                         | Alternativa Democrática Nacional         | 260    | 1,61 / 100,00   | 0,87 |
|                         | Coligação Democrática Unitária (PCP-PEV) | 170    | 1,05 / 100,00   | 0,05 |
|                         | Outros (com menos de 1,00%)              | 228    | 1,41 / 100,00   |      |
| Votos Inválidos         | Votos Inválidos                          | 673    | 4,16 / 100,00   | 0,84 |
| Total                   | Total                                    | 16 159 | 100,00 / 100,00 |      |
| Eleitorado/Participação | Eleitorado/Participação                  | 33 395 | 48,39 / 100,00  | 3,42 |

### Calheta
| Partido                 | Partido                                  | Votos | %               | +/-  |
| ----------------------- | ---------------------------------------- | ----- | --------------- | ---- |
|                         | Aliança Democrática (PPD/PSD-CDS-PP-PPM) | 771   | 51,23 / 100,00  | 0,71 |
|                         | Partido Socialista                       | 277   | 18,41 / 100,00  | 6,00 |
|                         | Chega                                    | 199   | 13,22 / 100,00  | 3,93 |
|                         | Coligação Democrática Unitária (PCP-PEV) | 54    | 3,59 / 100,00   | 2,30 |
|                         | Alternativa Democrática Nacional         | 44    | 2,92 / 100,00   | 1,27 |
|                         | Iniciativa Liberal                       | 29    | 1,93 / 100,00   | 0,17 |
|                         | Livre                                    | 24    | 1,59 / 100,00   | 0,47 |
|                         | Bloco de Esquerda                        | 21    | 1,40 / 100,00   | 0,42 |
|                         | Outros (com menos de 1,00%)              | 18    | 1,20 / 100,00   |      |
| Votos Inválidos         | Votos Inválidos                          | 68    | 4,52 / 100,00   | 0,46 |
| Total                   | Total                                    | 1 505 | 100,00 / 100,00 |      |
| Eleitorado/Participação | Eleitorado/Participação                  | 3 689 | 40,80 / 100,00  | 4,86 |

### Corvo
| Partido                 | Partido                                  | Votos | %               | +/-   |
| ----------------------- | ---------------------------------------- | ----- | --------------- | ----- |
|                         | Partido Socialista                       | 95    | 39,26 / 100,00  | 1,34  |
|                         | Aliança Democrática (PPD/PSD-CDS-PP-PPM) | 66    | 27,27 / 100,00  | 14,46 |
|                         | Coligação Democrática Unitária (PCP-PEV) | 24    | 9,92 / 100,00   | 8,42  |
|                         | Chega                                    | 23    | 9,50 / 100,00   | 1,61  |
|                         | Iniciativa Liberal                       | 3     | 1,24 / 100,00   | 0,49  |
|                         | Outros (com menos de 1,00%)              | 8     | 3,30 / 100,00   |       |
| Votos Inválidos         | Votos Inválidos                          | 23    | 9,50 / 100,00   | 6,87  |
| Total                   | Total                                    | 242   | 100,00 / 100,00 |       |
| Eleitorado/Participação | Eleitorado/Participação                  | 363   | 66,67 / 100,00  | 8,26  |

### Horta
| Partido                 | Partido                                  | Votos  | %               | +/-  |
| ----------------------- | ---------------------------------------- | ------ | --------------- | ---- |
|                         | Aliança Democrática (PPD/PSD-CDS-PP-PPM) | 2 594  | 40,93 / 100,00  | 2,06 |
|                         | Partido Socialista                       | 1 554  | 24,52 / 100,00  | 4,53 |
|                         | Chega                                    | 972    | 15,34 / 100,00  | 4,99 |
|                         | Bloco de Esquerda                        | 184    | 2,90 / 100,00   | 1,26 |
|                         | Livre                                    | 180    | 2,84 / 100,00   | 0,59 |
|                         | Coligação Democrática Unitária (PCP-PEV) | 172    | 2,71 / 100,00   | 0,11 |
|                         | Iniciativa Liberal                       | 157    | 2,48 / 100,00   | 0,19 |
|                         | Alternativa Democrática Nacional         | 85     | 1,34 / 100,00   | 0,61 |
|                         | Outros (com menos de 1,00%)              | 105    | 1,66 / 100,00   |      |
| Votos Inválidos         | Votos Inválidos                          | 334    | 5,27 / 100,00   | 1,32 |
| Total                   | Total                                    | 6 337  | 100,00 / 100,00 |      |
| Eleitorado/Participação | Eleitorado/Participação                  | 12 987 | 48,79 / 100,00  | 4,81 |

### Lagoa
| Partido                 | Partido                                  | Votos  | %               | +/-  |
| ----------------------- | ---------------------------------------- | ------ | --------------- | ---- |
|                         | Chega                                    | 1 652  | 29,25 / 100,00  | 8,39 |
|                         | Aliança Democrática (PPD/PSD-CDS-PP-PPM) | 1 605  | 28,42 / 100,00  | 4,22 |
|                         | Partido Socialista                       | 1 511  | 26,76 / 100,00  | 5,15 |
|                         | Iniciativa Liberal                       | 188    | 3,33 / 100,00   | 0,59 |
|                         | Livre                                    | 126    | 2,23 / 100,00   | 0,53 |
|                         | Bloco de Esquerda                        | 105    | 1,86 / 100,00   | 1,06 |
|                         | Alternativa Democrática Nacional         | 89     | 1,58 / 100,00   | 0,95 |
|                         | Pessoas–Animais–Natureza                 | 89     | 1,58 / 100,00   | 0,66 |
|                         | Outros (com menos de 1,00%)              | 102    | 1,81 / 100,00   |      |
| Votos Inválidos         | Votos Inválidos                          | 180    | 3,19 / 100,00   | 0,58 |
| Total                   | Total                                    | 5 647  | 100,00 / 100,00 |      |
| Eleitorado/Participação | Eleitorado/Participação                  | 13 069 | 43,21 / 100,00  | 0,56 |

### Lajes das Flores
| Partido                 | Partido                                  | Votos | %               | +/-  |
| ----------------------- | ---------------------------------------- | ----- | --------------- | ---- |
|                         | Aliança Democrática (PPD/PSD-CDS-PP-PPM) | 211   | 32,71 / 100,00  | 1,95 |
|                         | Partido Socialista                       | 197   | 30,54 / 100,00  | 4,25 |
|                         | Chega                                    | 124   | 19,22 / 100,00  | 6,07 |
|                         | Alternativa Democrática Nacional         | 18    | 2,79 / 100,00   | 1,56 |
|                         | Coligação Democrática Unitária (PCP-PEV) | 17    | 2,64 / 100,00   | 0,59 |
|                         | Iniciativa Liberal                       | 15    | 2,33 / 100,00   | 0,28 |
|                         | Livre                                    | 12    | 1,86 / 100,00   | 0,08 |
|                         | Bloco de Esquerda                        | 11    | 1,71 / 100,00   | 2,67 |
|                         | Outros (com menos de 1,00%)              | 10    | 1,24 / 100,00   |      |
| Votos Inválidos         | Votos Inválidos                          | 30    | 4,65 / 100,00   | 0,81 |
| Total                   | Total                                    | 645   | 100,00 / 100,00 |      |
| Eleitorado/Participação | Eleitorado/Participação                  | 1 238 | 52,10 / 100,00  | 6,53 |

### Lajes do Pico
| Partido                 | Partido                                  | Votos | %               | +/-  |
| ----------------------- | ---------------------------------------- | ----- | --------------- | ---- |
|                         | Aliança Democrática (PPD/PSD-CDS-PP-PPM) | 849   | 40,20 / 100,00  | 1,52 |
|                         | Partido Socialista                       | 679   | 32,15 / 100,00  | 3,49 |
|                         | Chega                                    | 261   | 12,36 / 100,00  | 2,93 |
|                         | Iniciativa Liberal                       | 49    | 2,32 / 100,00   | 1,10 |
|                         | Alternativa Democrática Nacional         | 40    | 1,89 / 100,00   | 0,93 |
|                         | Livre                                    | 39    | 1,85 / 100,00   | 0,72 |
|                         | Coligação Democrática Unitária (PCP-PEV) | 30    | 1,42 / 100,00   | 0,06 |
|                         | Bloco de Esquerda                        | 25    | 1,18 / 100,00   | 1,12 |
|                         | Outros (com menos de 1,00%)              | 19    | 0,91 / 100,00   |      |
| Votos Inválidos         | Votos Inválidos                          | 121   | 5,73 / 100,00   | 0,34 |
| Total                   | Total                                    | 2 112 | 100,00 / 100,00 |      |
| Eleitorado/Participação | Eleitorado/Participação                  | 4 442 | 47,55 / 100,00  | 3,78 |

### Madalena
| Partido                 | Partido                                  | Votos | %               | +/-  |
| ----------------------- | ---------------------------------------- | ----- | --------------- | ---- |
|                         | Aliança Democrática (PPD/PSD-CDS-PP-PPM) | 1 142 | 42,61 / 100,00  | 2,85 |
|                         | Partido Socialista                       | 597   | 22,28 / 100,00  | 6,33 |
|                         | Chega                                    | 461   | 17,20 / 100,00  | 5,93 |
|                         | Iniciativa Liberal                       | 76    | 2,84 / 100,00   | 0,72 |
|                         | Livre                                    | 66    | 2,46 / 100,00   | 1,50 |
|                         | Bloco de Esquerda                        | 50    | 1,87 / 100,00   | 1,01 |
|                         | Coligação Democrática Unitária (PCP-PEV) | 44    | 1,64 / 100,00   | 0,48 |
|                         | Alternativa Democrática Nacional         | 36    | 1,34 / 100,00   | 0,59 |
|                         | Pessoas–Animais–Natureza                 | 31    | 1,16 / 100,00   | 0,11 |
|                         | Outros (com menos de 1,00%)              | 15    | 0,55 / 100,00   |      |
| Votos Inválidos         | Votos Inválidos                          | 162   | 6,04 / 100,00   | 1,04 |
| Total                   | Total                                    | 2 680 | 100,00 / 100,00 |      |
| Eleitorado/Participação | Eleitorado/Participação                  | 6 030 | 44,44 / 100,00  | 3,95 |

### Nordeste
| Partido                 | Partido                                  | Votos | %               | +/-  |
| ----------------------- | ---------------------------------------- | ----- | --------------- | ---- |
|                         | Aliança Democrática (PPD/PSD-CDS-PP-PPM) | 885   | 40,39 / 100,00  | 1,67 |
|                         | Partido Socialista                       | 561   | 25,60 / 100,00  | 6,17 |
|                         | Chega                                    | 447   | 20,40 / 100,00  | 6,83 |
|                         | Livre                                    | 33    | 1,51 / 100,00   | 0,29 |
|                         | Alternativa Democrática Nacional         | 31    | 1,41 / 100,00   | 0,61 |
|                         | Iniciativa Liberal                       | 29    | 1,32 / 100,00   | 0,11 |
|                         | Bloco de Esquerda                        | 23    | 1,05 / 100,00   | 1,01 |
|                         | Pessoas–Animais–Natureza                 | 22    | 1,00 / 100,00   | 0,14 |
|                         | Outros (com menos de 1,00%)              | 36    | 1,65 / 100,00   |      |
| Votos Inválidos         | Votos Inválidos                          | 124   | 5,66 / 100,00   | 0,73 |
| Total                   | Total                                    | 2 191 | 100,00 / 100,00 |      |
| Eleitorado/Participação | Eleitorado/Participação                  | 4 838 | 45,29 / 100,00  | 4,03 |

### Ponta Delgada
| Partido                 | Partido                                  | Votos  | %               | +/-  |
| ----------------------- | ---------------------------------------- | ------ | --------------- | ---- |
|                         | Aliança Democrática (PPD/PSD-CDS-PP-PPM) | 9 989  | 34,45 / 100,00  | 4,30 |
|                         | Chega                                    | 7 509  | 25,90 / 100,00  | 7,51 |
|                         | Partido Socialista                       | 5 903  | 20,36 / 100,00  | 5,14 |
|                         | Iniciativa Liberal                       | 1 401  | 4,83 / 100,00   | 1,26 |
|                         | Livre                                    | 983    | 3,39 / 100,00   | 1,10 |
|                         | Bloco de Esquerda                        | 724    | 2,50 / 100,00   | 1,63 |
|                         | Pessoas–Animais–Natureza                 | 545    | 1,88 / 100,00   | 0,30 |
|                         | Alternativa Democrática Nacional         | 453    | 1,56 / 100,00   | 0,81 |
|                         | Outros (com menos de 1,00%)              | 477    | 1,64 / 100,00   |      |
| Votos Inválidos         | Votos Inválidos                          | 1 008  | 3,47 / 100,00   | 0,64 |
| Total                   | Total                                    | 28 992 | 100,00 / 100,00 |      |
| Eleitorado/Participação | Eleitorado/Participação                  | 65 463 | 44,29 / 100,00  | 0,94 |

### Povoação
| Partido                 | Partido                                  | Votos | %               | +/-  |
| ----------------------- | ---------------------------------------- | ----- | --------------- | ---- |
|                         | Aliança Democrática (PPD/PSD-CDS-PP-PPM) | 792   | 31,42 / 100,00  | 4,26 |
|                         | Chega                                    | 690   | 27,37 / 100,00  | 8,01 |
|                         | Partido Socialista                       | 666   | 26,42 / 100,00  | 5,96 |
|                         | Alternativa Democrática Nacional         | 61    | 2,42 / 100,00   | 1,91 |
|                         | Iniciativa Liberal                       | 49    | 1,94 / 100,00   | 0,49 |
|                         | Bloco de Esquerda                        | 41    | 1,63 / 100,00   | 1,52 |
|                         | Pessoas–Animais–Natureza                 | 32    | 1,27 / 100,00   | 0,11 |
|                         | Livre                                    | 29    | 1,15 / 100,00   | 0,12 |
|                         | Outros (com menos de 1,00%)              | 37    | 1,47 / 100,00   |      |
| Votos Inválidos         | Votos Inválidos                          | 124   | 4,92 / 100,00   | 0,86 |
| Total                   | Total                                    | 2 521 | 100,00 / 100,00 |      |
| Eleitorado/Participação | Eleitorado/Participação                  | 6 243 | 40,38 / 100,00  | 3,58 |

### Ribeira Grande
| Partido                 | Partido                                  | Votos  | %               | +/-  |
| ----------------------- | ---------------------------------------- | ------ | --------------- | ---- |
|                         | Aliança Democrática (PPD/PSD-CDS-PP-PPM) | 3 652  | 33,28 / 100,00  | 3,87 |
|                         | Chega                                    | 3 476  | 31,68 / 100,00  | 9,81 |
|                         | Partido Socialista                       | 2 125  | 19,37 / 100,00  | 6,20 |
|                         | Iniciativa Liberal                       | 356    | 3,24 / 100,00   | 0,74 |
|                         | Livre                                    | 242    | 2,21 / 100,00   | 0,80 |
|                         | Bloco de Esquerda                        | 228    | 2,08 / 100,00   | 1,84 |
|                         | Alternativa Democrática Nacional         | 152    | 1,39 / 100,00   | 0,73 |
|                         | Pessoas–Animais–Natureza                 | 149    | 1,36 / 100,00   | 0,59 |
|                         | Outros (com menos de 1,00%)              | 150    | 1,37 / 100,00   |      |
| Votos Inválidos         | Votos Inválidos                          | 442    | 4,03 / 100,00   | 0,49 |
| Total                   | Total                                    | 10 972 | 100,00 / 100,00 |      |
| Eleitorado/Participação | Eleitorado/Participação                  | 29 137 | 37,66 / 100,00  | 1,85 |

### Santa Cruz da Graciosa
| Partido                 | Partido                                  | Votos | %               | +/-  |
| ----------------------- | ---------------------------------------- | ----- | --------------- | ---- |
|                         | Aliança Democrática (PPD/PSD-CDS-PP-PPM) | 708   | 42,45 / 100,00  | 1,58 |
|                         | Partido Socialista                       | 528   | 31,65 / 100,00  | 4,95 |
|                         | Chega                                    | 218   | 13,07 / 100,00  | 4,03 |
|                         | Alternativa Democrática Nacional         | 27    | 1,62 / 100,00   | 1,02 |
|                         | Iniciativa Liberal                       | 22    | 1,32 / 100,00   | 0,12 |
|                         | Bloco de Esquerda                        | 20    | 1,20 / 100,00   | 0,46 |
|                         | Livre                                    | 17    | 1,02 / 100,00   | 0,17 |
|                         | Outros (com menos de 1,00%)              | 32    | 1,92 / 100,00   |      |
| Votos Inválidos         | Votos Inválidos                          | 96    | 5,76 / 100,00   | 1,10 |
| Total                   | Total                                    | 1 668 | 100,00 / 100,00 |      |
| Eleitorado/Participação | Eleitorado/Participação                  | 3 847 | 43,36 / 100,00  | 8,11 |

### Santa Cruz das Flores
| Partido                 | Partido                                  | Votos | %               | +/-   |
| ----------------------- | ---------------------------------------- | ----- | --------------- | ----- |
|                         | Aliança Democrática (PPD/PSD-CDS-PP-PPM) | 313   | 34,10 / 100,00  | 2,68  |
|                         | Partido Socialista                       | 260   | 28,32 / 100,00  | 10,51 |
|                         | Chega                                    | 202   | 22,00 / 100,00  | 7,18  |
|                         | Coligação Democrática Unitária (PCP-PEV) | 35    | 3,81 / 100,00   | 0,37  |
|                         | Alternativa Democrática Nacional         | 22    | 2,40 / 100,00   | 1,56  |
|                         | Iniciativa Liberal                       | 16    | 1,74 / 100,00   | 0,24  |
|                         | Bloco de Esquerda                        | 15    | 1,63 / 100,00   | 1,08  |
|                         | Livre                                    | 10    | 1,09 / 100,00   | 0,05  |
|                         | Outros (com menos de 1,00%)              | 9     | 0,98 / 100,00   |       |
| Votos Inválidos         | Votos Inválidos                          | 36    | 3,93 / 100,00   | 0,79  |
| Total                   | Total                                    | 918   | 100,00 / 100,00 |       |
| Eleitorado/Participação | Eleitorado/Participação                  | 1 823 | 50,36 / 100,00  | 1,79  |

### São Roque do Pico
| Partido                 | Partido                                  | Votos | %               | +/-  |
| ----------------------- | ---------------------------------------- | ----- | --------------- | ---- |
|                         | Aliança Democrática (PPD/PSD-CDS-PP-PPM) | 637   | 41,36 / 100,00  | 2,84 |
|                         | Partido Socialista                       | 401   | 26,04 / 100,00  | 4,34 |
|                         | Chega                                    | 241   | 15,65 / 100,00  | 4,59 |
|                         | Livre                                    | 48    | 3,12 / 100,00   | 1,33 |
|                         | Alternativa Democrática Nacional         | 41    | 2,66 / 100,00   | 1,46 |
|                         | Iniciativa Liberal                       | 38    | 2,47 / 100,00   | 0,56 |
|                         | Bloco de Esquerda                        | 29    | 1,88 / 100,00   | 0,81 |
|                         | Outros (com menos de 1,00%)              | 32    | 2,07 / 100,00   |      |
| Votos Inválidos         | Votos Inválidos                          | 73    | 4,74 / 100,00   | 0,07 |
| Total                   | Total                                    | 1 540 | 100,00 / 100,00 |      |
| Eleitorado/Participação | Eleitorado/Participação                  | 3 308 | 46,55 / 100,00  | 4,10 |

### Velas
| Partido                 | Partido                                  | Votos | %               | +/-  |
| ----------------------- | ---------------------------------------- | ----- | --------------- | ---- |
|                         | Aliança Democrática (PPD/PSD-CDS-PP-PPM) | 996   | 46,80 / 100,00  | 2,09 |
|                         | Partido Socialista                       | 448   | 21,05 / 100,00  | 6,85 |
|                         | Chega                                    | 321   | 15,08 / 100,00  | 5,02 |
|                         | Coligação Democrática Unitária (PCP-PEV) | 105   | 4,93 / 100,00   | 2,98 |
|                         | Alternativa Democrática Nacional         | 47    | 2,21 / 100,00   | 1,06 |
|                         | Iniciativa Liberal                       | 39    | 1,83 / 100,00   | 0,12 |
|                         | Livre                                    | 37    | 1,74 / 100,00   | 0,63 |
|                         | Bloco de Esquerda                        | 22    | 1,03 / 100,00   | 1,43 |
|                         | Outros (com menos de 1,00%)              | 26    | 1,23 / 100,00   |      |
| Votos Inválidos         | Votos Inválidos                          | 87    | 4,09 / 100,00   | 0,67 |
| Total                   | Total                                    | 2 128 | 100,00 / 100,00 |      |
| Eleitorado/Participação | Eleitorado/Participação                  | 4 985 | 42,69 / 100,00  | 7,71 |

### Vila da Praia da Vitória
| Partido                 | Partido                                  | Votos  | %               | +/-  |
| ----------------------- | ---------------------------------------- | ------ | --------------- | ---- |
|                         | Aliança Democrática (PPD/PSD-CDS-PP-PPM) | 3 345  | 39,37 / 100,00  | 1,92 |
|                         | Partido Socialista                       | 2 105  | 24,77 / 100,00  | 6,59 |
|                         | Chega                                    | 1 815  | 21,36 / 100,00  | 7,41 |
|                         | Iniciativa Liberal                       | 280    | 3,30 / 100,00   | 0,45 |
|                         | Alternativa Democrática Nacional         | 149    | 1,75 / 100,00   | 0,86 |
|                         | Livre                                    | 134    | 1,58 / 100,00   | 0,25 |
|                         | Bloco de Esquerda                        | 117    | 1,38 / 100,00   | 1,09 |
|                         | Outros (com menos de 1,00%)              | 182    | 2,14 / 100,00   |      |
| Votos Inválidos         | Votos Inválidos                          | 370    | 4,35 / 100,00   | 0,47 |
| Total                   | Total                                    | 8 497  | 100,00 / 100,00 |      |
| Eleitorado/Participação | Eleitorado/Participação                  | 19 777 | 42,96 / 100,00  | 2,95 |

### Vila do Porto
| Partido                 | Partido                                  | Votos | %               | +/-  |
| ----------------------- | ---------------------------------------- | ----- | --------------- | ---- |
|                         | Aliança Democrática (PPD/PSD-CDS-PP-PPM) | 671   | 32,26 / 100,00  | 2,34 |
|                         | Partido Socialista                       | 591   | 28,41 / 100,00  | 5,30 |
|                         | Chega                                    | 331   | 15,91 / 100,00  | 3,36 |
|                         | Bloco de Esquerda                        | 111   | 5,34 / 100,00   | 0,10 |
|                         | Iniciativa Liberal                       | 76    | 3,65 / 100,00   | 0,74 |
|                         | Livre                                    | 66    | 3,17 / 100,00   | 0,79 |
|                         | Alternativa Democrática Nacional         | 52    | 2,50 / 100,00   | 1,78 |
|                         | Pessoas–Animais–Natureza                 | 28    | 1,35 / 100,00   | 0,36 |
|                         | Coligação Democrática Unitária (PCP-PEV) | 25    | 1,20 / 100,00   | 0,14 |
|                         | Outros (com menos de 1,00%)              | 9     | 0,44 / 100,00   |      |
| Votos Inválidos         | Votos Inválidos                          | 120   | 5,77 / 100,00   | 0,66 |
| Total                   | Total                                    | 2 080 | 100,00 / 100,00 |      |
| Eleitorado/Participação | Eleitorado/Participação                  | 5 171 | 40,22 / 100,00  | 2,66 |

### Vila Franca do Campo
| Partido                 | Partido                                  | Votos  | %               | +/-  |
| ----------------------- | ---------------------------------------- | ------ | --------------- | ---- |
|                         | Chega                                    | 1 341  | 33,12 / 100,00  | 9,23 |
|                         | Aliança Democrática (PPD/PSD-CDS-PP-PPM) | 1 334  | 32,95 / 100,00  | 3,85 |
|                         | Partido Socialista                       | 864    | 21,34 / 100,00  | 5,82 |
|                         | Iniciativa Liberal                       | 100    | 2,47 / 100,00   | 0,50 |
|                         | Bloco de Esquerda                        | 70     | 1,73 / 100,00   | 0,82 |
|                         | Livre                                    | 63     | 1,56 / 100,00   | 0,37 |
|                         | Alternativa Democrática Nacional         | 57     | 1,41 / 100,00   | 0,57 |
|                         | Pessoas–Animais–Natureza                 | 53     | 1,31 / 100,00   | 0,59 |
|                         | Outros (com menos de 1,00%)              | 60     | 1,48 / 100,00   |      |
| Votos Inválidos         | Votos Inválidos                          | 107    | 2,65 / 100,00   | 0,01 |
| Total                   | Total                                    | 4 049  | 100,00 / 100,00 |      |
| Eleitorado/Participação | Eleitorado/Participação                  | 10 484 | 38,62 / 100,00  | 1,96 |

## Lista de Deputados Eleitos
A lista apresentada é conforme a aplicação do Método D'Hondt:
| N.º | Nome                                   | Partido | Partido            | Partido                       | Quociente |
| --- | -------------------------------------- | ------- | ------------------ | ----------------------------- | --------- |
| 1   | Paulo Alexandre Luís Botelho Moniz     |         |                    | Aliança Democrática (PPD/PSD) | 36879     |
| 2   | Francisco César                        |         | Partido Socialista | Partido Socialista            | 23810     |
| 3   | Francisco Gabriel Meneses de Lima      |         | Chega              | Chega                         | 23053     |
| 4   | Francisco José Duarte Pimentel         |         |                    | Aliança Democrática (PPD/PSD) | 18439,5   |
| 5   | Maria Nuna Monteiro Vila Lobos Menezes |         |                    | Aliança Democrática (PPD/PSD) | 12293     |